# Kolja Pusch
Kolja Pusch (Wuppertal, 12 februari 1993) is een Duits voetballer die doorgaans speelt als middenvelder. In juli 2024 verruilde hij MSV Duisburg voor TSV Meerbusch.

## Clubcarrière
Pusch begon zijn carrière als voetballer in zijn vijfde levensjaar in de jeugdopleiding van het regionale TSV 05 Ronsdorf. Die club verliet hij in 2003 voor Grün-Weiß Wuppertal, wat hij al na twee jaar achter zich niet, toen hij naar de jeugdopleiding van Bayer Leverkusen. Bij die club speelde hij vooral in het tweede elftal, maar voor het eerste speelde de middenvelder alsnog eenmaal. In de UEFA Europa League mocht Pusch namelijk meedoen in het duel tegen Metalist Kharkiv (2–0 nederlaag).
In de zomer van 2013 verkaste hij naar Chemnitzer FC, waar hij een tweejarig contract ondertekende. Op het derde niveau kreeg Pusch direct een basisplaats. In de winterstop van het seizoen 2014/15 verkaste de middenvelder naar Jahn Regensburg, waar hij een contract tot medio 2017 ondertekende. Na afloop van deze verbintenis verkaste de middenvelder naar 1. FC Heidenheim, waar hij zijn handtekening zette onder een verbintenis voor de duur van drie seizoenen.
In januari 2019 werd Pusch voor een halfjaar verhuurd aan Admira Wacker. Na deze verhuurperiode nam de Oostenrijkse club Pusch definitief over. KFC Uerdingen werd in augustus 2020 zijn nieuwe club. Na het seizoen 2020/21 stapte Pusch transfervrij over naar MSV Duisburg, waar hij voor drie jaar tekende. In juni 2023, voor het aflopen van zijn verbintenis, tekende Pusch voor een seizoen bij. Hierna verkaste hij naar TSV Meerbusch.